# Bilastina
La bilastina è un farmaco antistaminico di seconda generazione utilizzato nel trattamento dell’orticaria, della rinocongiuntivite. La molecola esercita il suo effetto come un antagonista selettivo dei recettori H1 dell'istamina, e ha un'efficacia simile alla cetirizina ma decisamente superiore alla fexofenadina.
Il farmaco è stato approvato dall'Agenzia europea per i medicinali nel 2010 per l'uso nell'Unione europea. È stato sviluppato in Spagna dalla FAES Farma e poi approvato in 27 paesi dell'Unione Europea (UE). Bilastina risponderebbe ai criteri dei farmaci da usarsi nel trattamento della rinite allergica stabiliti dalla European Academy of Allergy and Clinical Immunology (EAACI) e dall'Allergic Rhinitis and its Impact of Asthma (Progetto ARIA).

## Farmacodinamica
La bilastina è un antagonista dell'istamina, senza attività sedativa e ad azione prolungata. La molecola presenta una elevata affinità per i recettori H1 periferici mentre non interferisce con il sistema nervoso centrale. L'affinità per i recettori H1 è paragonabile a quella di astemizolo e difenidramina, tripla rispetto alla cetirizina e di cinque volte superiore a quella della fexofenadina.
In diversi modelli sperimentali murini, la bilastina somministrata per os, antagonizzava gli effetti dell'istamina in un modo dose-dipendente.
Le sperimentazioni in vivo hanno confermato l'attività antistaminica ed antiallergica della molecola, che appare essere almeno comparabile a quella di altri antistaminici di seconda generazione, come ad esempio la cetirizina. Dopo la somministrazione di una singola dose la bilastina ha inibito per 24 ore le reazioni cutanee (pomfo ed eritema) indotte dall'istamina, con un'efficacia comparabile a quella di 10 mg di cetirizina e desloratadina.
Negli studi clinici realizzati con bilastina il farmaco non sembra determinare nessun prolungamento dell'intervallo QT e neppure altre alterazioni cardiovascolari clinicamente rilevanti.
Negli studi clinici effettuati su pazienti adulti ed adolescenti affetti da rinocongiuntivite allergica (stagionale e perenne), bilastina somministrata in una singola dose giornaliera di 20 mg per 14-28 giorni è risultata efficace nell'alleviare i sintomi quali starnuti, rinorrea (naso che cola), prurito al naso, congestione nasale, prurito oculare, lacrimazione e arrossamento. Bilastina sembra controllare efficacemente i sintomi per 24 ore.

## Farmacocinetica
Dopo somministrazione orale bilastina viene assorbita rapidamente. La concentrazione plasmatica massima di 220 ng/ml viene raggiunta nel giro di 1,5 ore dalla assunzione. Il farmaco viene assorbito con maggiore facilità in assenza di cibo. Al contrario un pasto ricco di grassi o la presenza nello stomaco di succhi di frutta ne riducono l'assorbimento. La biodisponibilità media, dopo somministrazione orale, si aggira intorno al 60%. Bilastina non ha dato segni di accumularsi nell'organismo neppure dopo 14 giorni di trattamento.

Studio in vivo ed in vitro hanno dimostrato che bilastina è un substrato della P-glicoproteina 1 (P-gp) e del polipeptide trasportatore degli anioni organici (OATP).
L'emivita di eliminazione è di circa 14,5 ore ed il legame con le proteine plasmatiche raggiunge è tra l'85-90%. Bilastina non interferisce con l'attività del citocromo CYP450 o degli isoenzimi.
Bilastina non è metabolizzata in modo significativo nell'uomo ed è eliminata in gran parte immodificata, sia con le feci (35% circa della dose somministrata) che con le urine (65% circa). Il 96% di una dose somministrata viene eliminata entro 24 ore. Il farmaco non oltrepassa la barriera emato-encefalica.
I dati preclinici suggeriscono la possibilità di interazioni tra la bilastina e farmaci o alimenti che sono inibitori o induttori delle P-glicoproteine. La somministrazione concomitante di bilastina e succo di pompelmo (un noto attivatore del trasportatore di efflusso di farmaci, P-glicoproteina 1) ha ridotto significativamente l'esposizione sistemica della bilastina. Questa interazione è dovuta al noto effetto dei flavonoidi del pompelmo sui sistemi di trasporto intestinali come le P-glicoproteine e l'OATP.
L'interazione tra bilastina e i citati trasportatori non ne altera l'efficacia ed il profilo di sicurezza in maniera clinicamente rilevante.

## Usi clinici
Bilastina è efficace nel trattamento della rinocongiuntivite allergica, sia stagionale che perenne, e nell'orticaria.

## Effetti collaterali ed indesiderati
Tra gli effetti avversi provocati dalla assunzione del farmaco quelli più comuni sono la sonnolenza e la cefalea.
Non sono segnalati effetti avversi di tipo cardiaco ed il farmaco non sembra influenzare la capacità di guida degli automezzi o la vigilanza.
Molto più raramente il farmaco può causare insonnia, ansia, vertigine e tinnito, aritmia sinusale, blocco di branca destra, QT prolungato ed altre alterazione elettrocardiografiche. Ancora sono segnalati astenia, xerostomia, dispepsia, dolore addominale (particolarmente epigastrico), nausea, diarrea, aumento delle AST, delle ALT e dei trigliceridi plasmatici.

## Controindicazioni
Il farmaco è controindicato in caso di ipersensibilità nota al principio attivo.

## Dosi terapeutiche
Negli adulti (età maggiore di 12 anni) si consiglia l'assunzione di 20 mg di bilastina per os, un'ora prima dei pasti, all'insorgenza dei sintomi di rinocongiuntivite allergica od orticaria. In soggetti con insufficienza renale o soggetti anziani non è richiesto alcun aggiustamento della posologia.
Nel caso di riniti allergiche il trattamento dovrebbe limitarsi al periodo di esposizione all'allergene. Nel caso di riniti stagionali il trattamento può essere sospeso dopo il miglioramento clinico ed eventualmente ripreso alla ricomparsa della sintomatologia.

## Gravidanza ed allattamento
Non esistono dati sull'utilizzo di bilastina nel corso della gravidanza. Gli studi sugli animali non indicano effetti dannosi diretti o indiretti sull'embrione o sul feto. Per precauzione, è preferibile evitare l'uso del farmaco durante la gravidanza.
Non è noto se la bilastina sia secreta nel latte materno e non sono stati effettuati studi su animali nella fase sperimentale.